# Hypseleotris cyprinoides
Hypseleotris cyprinoides är en fiskart som först beskrevs av Valenciennes, 1837.  Hypseleotris cyprinoides ingår i släktet Hypseleotris och familjen Eleotridae. IUCN kategoriserar arten globalt som otillräckligt studerad. Inga underarter finns listade i Catalogue of Life.